# Molleriopsis sincera
Molleriopsis sincera är en snäckart som först beskrevs av Dall 1890.  Molleriopsis sincera ingår i släktet Molleriopsis och familjen Cyclostrematidae. Inga underarter finns listade i Catalogue of Life.